# Kaomoji
Kaomoji (颜 文字; nghĩa đen là "văn tự hình mặt") là phiên bản tiếng Nhật của một biểu tượng cảm xúc, mang ý nghĩa là được viết và đọc theo chiều ngang.

## Ví dụ cơ bản
Lưu ý rằng đối với hầu hết trong số này, có thể sử dụng một khoảng thời gian cho một cái miệng (^.^) hay bỏ qua cái miệng hoàn toàn (^^).
```
^_^  cười 
~_~  mãn nguyện
`_^ hay ^_~ nháy mắt
>_<  tức giận, thất vọng 
^o^  cười điên cuồng 
^o^v  an tâm 
\^o^/ rất vui mừng (giơ tay lên không trung)
-_-  khó chịu (cố gắng che giấu ít phiền toái), cũng đang ngủ (nhắm mắt)
¬_¬  tập trung vào một người cụ thể 
```

_; or;]; khóc
```
o_O or O_o bối rối bất ngờ (hé một mắt)
>_0 or 0_< chút do dự, ối! 
>_> or <_< ờ, nhỉ...
```

._.  nhỏ - giấu, dè dặt, bị đe dọa 
```
$_$  suy nghĩ về tiền bạc 
x_x  chết hoặc bị đo ván 
@_@  chóng mặt 
T_T  khóc hoặc không vui 
!_!  khóc 
u_u  buồn
m(_ _)m kính cẩn
```

## Ví dụ phổ biến (cần phông chữ tiếng Nhật)

### Kaomoji một dòng
```
(
ﾟ
Д
ﾟ
) "hả?" hoặc "nói gì vậy?" hay "ngạc nhiên"
(ﾟДﾟ)y─┛~~ hút thuốc
(ﾟдﾟ)､  phun nước bọt
(屮ﾟДﾟ)屮  "Lại đây"
y=ｰ(ﾟдﾟ)･∵. bắn vào đầu 
Σ(ﾟДﾟ；≡；ﾟдﾟ) nhầm lẫn 
Σ(||ﾟДﾟ)  đáng sợ 
Σ (ﾟДﾟ;）  ngạc nhiên 
⊂(ﾟДﾟ,,⊂⌒｀つ
⊂⌒~⊃｡Д｡)⊃
（・∀・） "khá" hoặc "tốt"
（・Ａ・） "xấu" hoặc "không tốt"
(;´Д`)
ヽ(`Д´)ﾉ
(´_ゝ｀) 
[thêm lời nhắn ở đây]━━━━(ﾟ∀ﾟ)━━━━!!!!! "hét [tin nhắn]"
```

### Ví dụ về biểu tượng cảm xúc hạnh phúc của Nhật
```
(●´∀｀●)  hạnh phúc nhẹ nhõm 
(｀・ω・´)"  hạnh phúc ngây thơ 
∩(・ω・)∩ hạnh phúc kiểu chó 
(◕‿◕✿) hạnh phúc dễ thương 
(ღ˘⌣˘ღ) ♫･*:.｡..｡.:*･ hài lòng với âm nhạc
```

## Biểu tượng cảm xúc Nhật Bản
- http://hexascii.com/japanese-emoticons🇻🇳🇻🇳🇻🇳🇻🇳🇻🇳🇻🇳🇻🇳🇻🇳🇻🇳🇻🇳🇻🇳🇻🇳🇻🇳🇻🇳🇻🇳🇻🇳🇻🇳🇻🇳🇻🇳🇷🇺🇷🇺🇷🇺🇷🇺🇷🇺🇷🇺🇷🇺🇷🇺🇷🇺🇷🇺🇷🇺🇷🇺🇷🇺🇷🇺🇷🇺🇷🇺🇷🇺🇷🇺🇷🇺🇷🇺🇷🇺🇬🇧🇬🇧🇬🇧🇬🇧🇬🇧🇬🇧🇬🇧🇬🇧🇬🇧🇬🇧🇬🇧🇬🇧🇬🇧🇬🇧🇬🇧🇬🇧🇬🇧